# The World Factbook
The World Factbook (ISSN 1553-8133; också känt som CIA World Factbook) är en årlig publikation som ges ut av den amerikanska underrättelsetjänsten CIA. I boken finns fakta om de länder i världen som erkänts av USA, presenterade på två eller tre sidor.
Eftersom boken sammanställs av en amerikansk federal myndighet är CIA World Factbook allmän egendom (public domain) och fri från upphovsrätt.